# Lembretes
Lembretes (versão em Português) ou Stickies é um pequeno programa de computador para os sistemas System 7, Mac OS (8 e 9) e Mac OS X da Apple Inc.. Ele possibilita ao usuário armazenar pequenas notas (semelhante ao popular Post-it da 3M) como lembretes, mensagens e recados curtos.
em pequenas notas (podendo escolher a cor) colocadas no aplicativo Lembretes ou na dashboard. É tudo bastante simples, feitos especialmente para textos curtos. Entretanto é possível escolher fontes diversas, cores das notas, estilo de fonte tipográfica, tamanho das fontes, etc.
A partir do Mac OS X v10.4 (Tiger) o Stickies foi incluído também (além do aplicativo tradicional) na Dashboard do sistema como um widget.
A primeira versão surgiu no System 7.5 e foi escrita por Jens Alfke, um funcionário da Apple Inc..